# 內普丘恩鎮區 (新澤西州)
內普丘恩鎮區（英語：Neptune Township）是位於美國新澤西州蒙茅斯縣的一個鎮區。

## 地方資料
內普丘恩鎮區的面積為22.90平方千米，當中陸地面積為21.05平方千米，而水域面積為1.85平方千米。根據2020年美國人口普查的數據，當地共有人口28061人，而人口密度為每平方千米1,225.37人。